# Горски-Сеновец
Горски-Сеновец (болг. Горски Сеновец) — село в Болгарии. Находится в Великотырновской области, входит в общину Стражица. Население составляет 253 человека (2022).

## Политическая ситуация
В местном кметстве Горски-Сеновец, в состав которого входит Горски-Сеновец, должность кмета (старосты) исполняет Симеон Христов Атанасов (Болгарский земледельческий народный союз (БЗНС)) по результатам выборов.
Кмет (мэр) общины Стражица — Стефан Рачков Стефанов (Национальное движение «Симеон Второй» (НДСВ)) по результатам выборов.